# گورستان پراکنده بایره سفلی
گورستان پراکنده بایره سفلی مربوط به سده‌های میانه و متاخر دوران‌های تاریخی پس از اسلام است و در شهرستان مرند، بخش مرکزی، دهستان هرزندات، روستای بابرتین (بخش بابره سفلی) واقع شده و این اثر در تاریخ ۲۷ اسفند ۱۳۸۶ با شمارهٔ ثبت ۲۲۲۸۵ به‌عنوان یکی از آثار ملی ایران به ثبت رسیده است.